# Nas Ondas
Nas Ondas é um talent show esportivo brasileiro apresentado pela Rede Globo.
O programa é exibido dentro do Esporte Espetacular (dentro programação do Verão Espetacular), e tem elementos de campeonato de surf e de reality show.
A primeira edição, que estreou no dia 24 de Janeiro de 2010, foi apresentada por Luciana Ávila, reportagens e narração de Clayton Conservani e reportagens de George Guilherme e Carol Barcellos. O carioca, e campeão brasileiro de surfe em 1989, Pedro Müller é o diretor técnico, comentarista e responsável pela seleção dos candidatos do programa.
Na primeira edição, as equipes foram formadas por três integrantes: 1 personalidade, 1 surfista profissional (homem) e 1 internautas. Na segunda edição, as equipes foram formadas por quatro integrantes: 1 personalidade, 2 surfistas profissionais (um homem e uma mulher) e 1 internauta. A partir da terceira edição, as equipes foram formadas por cinco integrantes: 1 personalidade, 2 surfistas profissionais (um homem e uma mulher) e 2 internautas.

## Edições

### Nas Ondas de Noronha
A primeira edição deste reality show esportivo foi gravada em dezembro de 2009, mas foi ao ar somente em 2010. O local escolhido foi Fernando de Noronha
Os vencedores desta edição foram os integrantes da equipe "Barracuda", formada pelo surfista profissional Binho Nunes, o ator Kayky Brito e pelo internauta Tiago Arraes.

### Nas Ondas de Noronha 2
A segunda edição deste reality show esportivo foi gravada em dezembro de 2010, mas foi ao ar somente em 23 de janeiro de 2011. O local escolhido, tal qual a edição anterior, foi Fernando de Noronha.
Os vencedores desta edição foram os integrantes da equipe "Golfinho", formada pelos surfistas profissionais Guilherme Tripa e Marina Werneck, o cantor Felipe Dylon, e o internauta Ademar Freire.

### Nas Ondas de Itacaré
A terceira edição deste reality show esportivo foi gravada em dezembro de 2011, mas foi ao ar somente em 2012. O local escolhido desta vez foi a cidade de Itacaré-BA.
Os vencedores desta edição foram os integrantes da equipe "Cacau", formada pelos surfistas profissionais Pedro Scooby e Bruna Schmitz, o modelo Paulo Zulu, e pelos internautas Suzan Kato e Pedro Menezes.

### Nas Ondas do Rio
A quarta edição do programa teve como cenário a praia do Arpoador, no Rio de Janeiro.
Nesta edição, foram quatro os internautas escolhidos: dois homens surfistas e duas mulheres bodyboarders, e dois famosos.
A equipe vencedora desta edição foi a equipe Ipanema - formada por Luize Altenhofen; Pedro Scooby; Soraia Rocha; e os internautas Camila Sampaio e João Paulo Zampioe - que faturou um cheque de R$ 10 mil.

### Nas Ondas da Costa Rica
A quinta edição do programa foi a primeira internacional.
A equipe vencedora desta edição foi a equipe Amarela - formada pelos surfistas Filipe Toledo, Federico Pilurzu, além de Ramon (surfista amador local), Paulinho Vilhena e Flávio Canto

### Nas Ondas do Havaí
A sexta edição do programa foi o primeiro a contar somente com surfistas profissionais. Participaram desta edição seis dos maiores surfistas do Brasil, todos representantes da chamada "Brazilian Storm".
O vencedor desta edição foi Filipe Toledo.